# Stadion Ruch w Iwano-Frankiwsku
Miejski Centralny Stadion "Ruch" (ukr. Міський Центральний Стадіон «Рух») – centralny wielofunkcyjny stadion Iwano-Frankiwsku na Ukrainie.
Obecnie trwa rekonstrukcja stadionu, aby dostosować do wymóg standardów UEFA i FIFA. Docelowo ma pomieścić 20 000 widzów. Do sezonu 2006 na stadionie grał Spartak Iwano-Frankiwsk, od 2006 roku rozgrywa tam swoje mecze drużyna pierwszej ligi Prykarpattia Iwano-Frankiwsk.
W 1907 roku Miejska Kasa Oszczędności kupiła 10 morgi gruntów (ok. 5,6 ha) za parkiem publicznym na założenie tzw. Parku Jordana, w języku potocznym - okoliczne atrakcje. Wiosną 1908 został przekazany dla gier i rozrywek młodzieży.
4 lipca 1909 roku na boisku został rozegrany pierwszy mecz w historii piłki nożnej w Stanisławowie. Miejscowa Rewera przegrała 1:3 z drużyną rezerw lwowskiego klubu Czarni. Stadion do 1939 roku nosił nazwę Stadion Miejski za Parkiem Potockich w Stanisławowie.
W 1927 roku na stadionie zaczęło budować drewniane trybuny. Ta drewniana platforma służyła do połowy 1950 roku. Wtedy stadion nazywał się "Spartak".
W latach 1956–57 roku odbyła się przebudowa stadionu. Została wybudowana nowa trybuna, która mieściła 4000 miejsc. Pojemność stadionu wzrosła do 10.400 miejsc.
W 1969 roku zostały wzniesione cztery wieże ze sztucznym oświetleniem. Zastąpiono drewnianą tablicę na elektroniczną.
W 1981 roku, stadion zmienił nazwę na "Krystał".
W 1986 roku rozpoczęła się kolejna rekonstrukcja stadionu, która trwa do dziś. W latach 1989–1996 nie było żadnych meczów na stadionie. Miejscowy klub Prykarpattia Iwano-Frankiwsk grał na stadionie Elektron.